# ۶۵۵ (خورشیدی)
۶۵۵ ششصد و پنجاه و پنجمین سال هجری خورشیدی است.